# Лапира, Лиза
Ли́за Лапи́ра (англ. Liza Lapira, род. 3 декабря 1981) — американская актриса.

## Жизнь и карьера
Лиза Лапира родилась в Квинсе, Нью-Йорк, а в 2004 году переехала в Лос-Анджелес, штат Калифорния. Живя в Нью-Йорке она выступала в различных театральных постановках, а после переезда в Лос-Анджелес начала карьеру на телевидении и в кино.
Лапира появилась в нескольких фильмах, включая «Монстро», «Двадцать одно», «Форсаж 4» и «Эта — дурацкая — любовь». На телевидении у неё были заметные периодические роли в сериалах «Клан Сопрано» в 2004 году, «Закон и порядок: Специальный корпус» в 2007 году, «Морская полиция: Спецотдел» в 2006—2008 годах, а также Декстер в 2008 году. Кроме этого у неё были постоянные роли в недолго просуществовавших сериалах «Доктор Хафф» (2004—2006), «Кукольный дом» (2009—2010) и «Светофор» (2011).
Начиная с весны 2012 года Лапира играла роль Робин, соседки персонажа Кристен Риттер, в комедийном сериале канала ABC «Не доверяйте с--- из квартиры 23». В июле 2012 года было объявлено, что Лапира подписала эксклюзивный контракт с ABC и ABC Studios на сезон 2013—2014, по которому будет играть сниматься в одном из пилотов следующего сезона.
В 2013 году Лапира снимается напротив Ребел Уилсон в ситкоме «Супер весёлый вечер» для ABC.

## Фильмография
- 2000 — Осень в Нью-Йорке / Autumn in New York
- 2002 — Тёмный сахар / Brown Sugar
- 2004 — Клан Сопрано / Amanda Kim
- 2005 — Домино / Domino
- 2004—2006 — Доктор Хафф / Huff
- 2006 — Заплыв в жизнь / The Big Bad Swim
- 2006 — Анатомия страсти / Grey’s Anatomy
- 2007 — Закон и порядок: Специальный корпус / Law & Order: Special Victims Unit
- 2008 — Монстро / Cloverfield
- 2008 — Двадцать одно / 21
- 2008 — Декстер / Dexter — детектив Юки Амадо
- 2006—2008 — Морская полиция: Спецотдел / NCIS
- 2009 — Форсаж 4 / Fast & Furious
- 2009 — Столик на троих / Table for Three
- 2009 — Потрошители / Repo Men
- 2009—2010 — Кукольный дом / Dollhouse
- 2010 — Мармадюк / Marmaduke
- 2010 — Увидимся в сентябре / See You in September
- 2011 — Светофор / Traffic Light
- 2011 — Эта — дурацкая — любовь / Crazy, Stupid, Love
- 2012 — До смерти красива / Drop Dead Diva
- 2012—2013 — Не верь с*** из квартиры 23 / Don’t Trust the B---- in Apartment 23
- 2013 — Супер весёлый вечер / Super Fun Night
- 2016 — Руководство по выживанию от Купера Барретта / Cooper Barrett’s Guide to Surviving Life
- 2017 — 9J, 9K и 9L / 9JKL
- 2019 — Невозможно поверить / Unbelievable
- 2024 — Головоломка 2 / Inside Out 2 — Отвращение